# Зонд (медицина)
Зонд — Медицинский инструмент в виде тонкой трубки, предназначенный для проведения диагностических или лечебных процедур в различных полостях и каналах тела человека.
Медицинские зонды бывают следующих видов:
- зонд биполярный
- зонды Боумена
- зонд Винтернитца
- зонд волокнистый
- зонд воячека
- зонд глазной конический
- зонд глазной цилиндрический
- зонд гортанный
- зонд двусторонний
- зонд желобоватый
- зонд зобный
- зонд зубной
- зонд конический Зихеля
- зонд Кохера
- зонд Куликовского
- зонд маточный
- зонд Поляка
- зонд пуговчатый
- зонд температурный, или термометр-щуп
- зонд ушной пуговчатый, или Воячека зонд
- зонд эластичный Кодивиллы
- зонд гастродуоденальный двойной
- зонд двойной
- зонд дуоденальный — для зондирования 12-перстной кишки
- зонд желудочный — для желудочного зондирования
  - зонд желудочный двухтрубчатый
  - зонд желудочный толстый
  - зонд желудочный тонкий
- зонд кишечный
- зонд Похисова
- зонд питательный — для зондового энтерального питания

## Галерея
- Хирургический зонд с навивкой
- Зубной зонд изогнутый
- Зонд маточный с делениями изогнутый
- Зонды Боумена
- Полимерный одноразовый желудочный зонд в упаковке и авторучка
- Одноразовый полимерный назогастральный питательный зонд и фломастер